# KPNA2
ایمپورتین زیر واحد آلفا-۲ (انگلیسی: Karyopherin alpha 2) که با نامِ کاریوفرین آلفا ۲ هم شناخته می‌شود، نام یک پروتئین است که در انسان توسط ژن «KPNA2» کُد می‌شود.
این پروتئین در حمل و نقل ملکول‌های پروتئینی از سیتوپلاسم به هستهٔ سلول دخیل است و در نوترکیبی V(D)J هم نقش دارد.